# Canton de Saint-Jean-en-Royans
Le canton de Saint-Jean-en-Royans est une ancienne division administrative française située dans le département de la Drôme en région Rhône-Alpes, dans l'arrondissement de Valence.

## Composition
| Nom                              | Code Insee | Intercommunalité     | Superficie (km2) | Population (dernière pop. légale) | Densité (hab./km2) |
| -------------------------------- | ---------- | -------------------- | ---------------- | --------------------------------- | ------------------ |
| Saint-Jean-en-Royans (chef-lieu) | 26307      | CC du Royans-Vercors | 27,86            | 2 941 (2014)                      | 106                |
| Bouvante                         | 26059      | CC du Royans-Vercors | 83,88            | 246 (2014)                        | 2,9                |
| Échevis                          | 26117      | CC du Royans-Vercors | 11,11            | 52 (2014)                         | 4,7                |
| La Motte-Fanjas                  | 26217      | CC du Royans-Vercors | 4,78             | 179 (2014)                        | 37                 |
| Léoncel                          | 26163      | CC du Royans-Vercors | 43,01            | 65 (2014)                         | 1,5                |
| Oriol-en-Royans                  | 26223      | CC du Royans-Vercors | 16,01            | 540 (2014)                        | 34                 |
| Rochechinard                     | 26270      | CC du Royans-Vercors | 9,78             | 109 (2014)                        | 11                 |
| Sainte-Eulalie-en-Royans         | 26302      | CC du Royans-Vercors | 6,14             | 557 (2014)                        | 91                 |
| Saint-Laurent-en-Royans          | 26311      | CC du Royans-Vercors | 27,39            | 1 361 (2014)                      | 50                 |
| Saint-Martin-le-Colonel          | 26316      | CC du Royans-Vercors | 3,18             | 176 (2014)                        | 55                 |
| Saint-Nazaire-en-Royans          | 26320      | CC du Royans-Vercors | 3,54             | 789 (2014)                        | 223                |
| Saint-Thomas-en-Royans           | 26331      | CC du Royans-Vercors | 5,15             | 580 (2014)                        | 113                |

## Histoire
Le canton a disparu après les élections départementales de 2015, à la suite du redécoupage des cantons du département. Les 12 communes sont rattachées au canton de Vercors-Monts du Matin.

## Administration: conseillers généraux de 1833 à 2015
| Période | Période | Identité                                                 | Étiquette                       | Qualité |
| ------- | ------- | -------------------------------------------------------- | ------------------------------- | --- |
| 1833    | 1848    | François Etienne Hector Grand de Châteauneuf (1797-1874) |                                 | Ingénieur civil, maire de Saint-Jean-en-Royans Banquier à Valence |
| 1848    | 1861    | Joseph Victor Fortuné Champavier (1794-1874)             |                                 | Abbé desservant à Oriol-en-Royans Fondateur de l'institut des sourds-muets « La Providence » à Saint-Laurent-en-Royans                                                    |
| 1861    | 1871    | Paul de Franconnière de la Morte-Charens                 | Bonapartiste                    | Général de brigade, aide de camp du Prince Napoléon |
| 1871    | 1877    | François Masclet                                         | républicain                     | Notaire à Saint-Jean-en-Royans |
| 1877    | 1889    | Marcellus Giraud                                         | républicain                     | Propriétaire à Saint-Jean-en-Royans |
| 1889    | 1907    | Maurice-Louis Faure                                      | Rad.                            | Député (1885-1902) - Sénateur (1902-1919) Ministre (1910-1911) Président du Conseil général, maire de Saillans                                                            |
| 1907    | 1913    | Élie Besset                                              | Républicain                     | Cafetier, maire de Saint-Jean-en-Royans |
| 1913    | 1925    | Benoit-Joachim Guillat                                   | RG                              | Médecin à Saint-Jean-en-Royans |
| 1925    | 1931    | Albert Chaloin (1879-1954)                               | SFIO                            | Industriel, maire de Saint-Jean-en-Royans (1925-1943) |
| 1931    | 1937    | Benoit-Joachim Guillat                                   | RG                              | Médecin à Saint-Jean-en-Royans |
| 1937    | 1940    | Albert Chaloin                                           | SFIO                            | Industriel, maire de Saint-Jean-en-Royans |
|         |         |                                                          |                                 | |
| 1945    | 1955    | Benjamin Malossane (1886-1970)                           | SFIO                            | Instituteur puis directeur d'école Maire de Saint-Jean-en-Royans (1944-1965)                                                                                              |
| 1955    | 1998    | Gérard Sibeud                                            | PPUS puis UNR puis UDR puis RPR | Agriculteur Maire de Saint-Laurent-en-Royans Député de 1968 à 1973 |
| 1998    | 2011    | Danièle Pic                                              | DVG puis PS                     | Conseillère municipale de La Motte-Fanjas (2001-2008) Maire de Saint-Jean-en-Royans (2008-2014)                                                                           |
| 2011    | 2015    | Christian Morin                                          | UMP                             | Chef d'entreprise Conseiller municipal de Saint-Jean-en-Royans (2008-2014) Maire de Saint-Jean-en-Royans depuis 2014 Elu en 2015 dans le Canton de Vercors-Monts du Matin |

## Conseillers d'arrondissement de 1833 à 1940
| Période | Période | Identité                                     | Étiquette         | Qualité |
| ------- | ------- | -------------------------------------------- | ----------------- | --- |
| 1833    | 1836    | François Eustache Grand-Boulogne (1801-1848) |                   | Juge de paix à Saint-Jean-en-Royans                                                                         |
| 1836    | 1848    | Joseph Victor Fortuné Champavier             |                   | Ecclésiastique, propriétaire à Saint-Jean-en-Royans Directeur du Prytanée de Menars (Loir-et-Cher)          |
| 1848    | 1855    | François Ramu (1797-1861)                    |                   | Notaire à Saint-Laurent-en-Royans                                                                           |
| 1855    | 1870    | Robert Gaudo-Paquet                          |                   | Notaire, maire de Saint-Jean-en-Royans                                                                      |
| 1870    | 1883    | Auguste Feugier                              |                   | Banquier à Saint-Jean-en-Royans                                                                             |
| 1883    | 1895    | Antoine Jail                                 |                   | Négociant à Saint-Jean-en-Royans                                                                            |
| 1895    | 1904    | Ferdinand-Marius Bérard                      | Républicain       | Propriétaire, maire de Saint-Laurent-en-Royans                                                              |
| 1904    | 1919    | Jean Breyton                                 |                   | Industriel en tournerie - Propriétaire à Saint-Jean-en-Royans                                               |
| 1919    | 1922    | M. Villard                                   |                   | Propriétaire à Rochechinard                                                                                 |
| 1922    | 1925    | Albert Chaloin (1879-1954)                   | PC-SFIC puis SFIO | Tourneur sur bois, ouvrier, puis patron Premier adjoint au maire de Saint-Jean-en-Royans                    |
| 1925    | 1928    | Emile Bonnet                                 | Radical           | Maire de Saint-Laurent-en-Royans                                                                            |
| 1928    | 1934    | M. Bagarre                                   | SFIO              | Adjoint au maire de Saint-Jean-en-Royans                                                                    |
| 1934    | 1940    | Éloi Archinard                               | Radical           | Agriculteur, maire d'Oriol-en-Royans                                                                        |
| 1940    |         |                                              |                   | Les conseils d'arrondissement ont été suspendus par la loi du 12 octobre 1940 et n'ont jamais été réactivés |

## Démographie
| 1962  | 1968  | 1975  | 1982  | 1990  | 1999  | 2006  | 2011  | 2012  |
| ----- | ----- | ----- | ----- | ----- | ----- | ----- | ----- | ----- |
| 6 043 | 6 124 | 5 866 | 6 376 | 6 648 | 6 715 | 7 281 | 7 500 | 7 528 |